# Castel Morrone
Castel Morrone är en ort och kommun i provinsen Caserta i regionen Kampanien i Italien. Kommunen hade 3 790 invånare (2017).